# 하야마 이쿠미
하야마 이쿠미(일본어: 葉山 いくみ, 1984년 11월 17일 ~ )는 일본의 여성 성우. 도쿄도 출신. 클레어 보이스 소속.